# 2022년 유엔 기후변화 회의
2022년 유엔 기후변화 회의 또는 UNFCCC 당사국 회의(COP27)는 제27차 유엔 기후 변화 회의로, 2022년 11월 6일부터 11월 20일까지 이집트 샤름 엘 셰이크에서 개최되었다. 이번 회의는 사메 슈크리(Sameh Shoukry) 이집트 외무장관이 주관하는 가운데 92개 이상의 국가 정상과 190개국 약 35,000명의 대표 또는 대표단이 참석한 가운데 진행되었다. 아프리카에서 열린 다섯 번째 기후 정상회담이자, 2016년 이후 처음이다.
이 회의는 1992년 최초의 유엔 기후 협약 이후 매년(COVID-19 대유행으로 인한 2020년 제외) 개최되었다. 이는 정부가 지구 온도 상승을 제한하고 기후 변화와 관련된 영향에 적응하기 위한 정책에 합의하는 데 사용된다. 이 회의를 통해 최초의 손실 및 피해 기금이 만들어졌다.